# 青春の時代
『青春の時代』（せいしゅんのとき）は、ワーナーミュージック・ジャパンが企画・発売元とショップ・マニフィカ（前住友商事ダイレクトマーケティング事業部〔ファッションアパレル事業部〕・旧住商ホームショッピング）販売元を取扱し、2004年リリースされたオリジナル・コンピレーションアルバムである。

## 解説
- 1970年から1980年代のフォークソング・ニューミュージックに輝いた日本のアーティストたちがよみがえった夢のヒットソング集である。
- 大手レコード会社（ワーナー、ユニバーサル、ソニーミュージック、日本クラウン）4社の協力を中心とする。
- CD4枚組で全72曲を収録しオリジナル音源マスターテープを使用。

## 収録曲

### DISC-1：ワーナーミュージック
| 曲順 | タイトル                 | アーティスト                | 発売日         | レーベル                     |
| 01   | 五番街のマリーへ         | ペドロ&カプリシャス         | 1973年10月25日 | アトランティック             |
| 02   | あなた                   | 小坂明子                    | 1973年12月21日 | エレクトラ                   |
| 03   | 精霊流し                 | グレープ                    | 1974年4月25日  | エレクトラ                   |
| 04   | ジョニィへの伝言         | ペドロ&カプリシャス         | 1973年3月10日  | アトランティック             |
| 05   | 縁切寺                   | グレープ                    | 1975年11月25日 | エレクトラ                   |
| 06   | わかって下さい           | 因幡晃                      | 1976年2月5日   | ディスコメイトレコード       |
| 07   | 無縁坂                   | グレープ                    | 1975年11月25日 | エレクトラ                   |
| 08   | 昴-すばる-               | 谷村新司                    | 1980年4月1日   | ポリスター                   |
| 09   | 池上線                   | 西島三重子                  | 1976年4月      | エレクトラ                   |
| 10   | 案山子                   | さだまさし                  | 1977年11月25日 | エレクトラ                   |
| 11   | Mr.サマータイム          | サーカス                    | 1978年3月25日  | アルファレコード             |
| 12   | 愛はかげろう             | 雅夢                        | 1980年9月25日  | テイチク／ユニオン・レコード |
| 13   | 秋桜                     | さだまさし                  | 1977年10月1日  | エレクトラ                   |
| 14   | 別れの朝                 | ペドロ&カプリシャス         | 1971年10月25日 | アトランティック             |
| 15   | バスルームから愛を込めて | 山下久美子                  | 1980年6月25日  | 日本コロムビア               |
| 16   | 雨やどり                 | さだまさし                  | 1977年3月10日  | エレクトラ                   |
| 17   | 雨に泣いてる（ライヴ）   | 柳ジョージ&レイニー・ウッド | 1978年10月21日 | 徳間ジャパン／BOURBON        |
| 18   | いい日旅立ち             | 谷村新司                    | 1986年1月25日  | ポリスター                   |

### DISC-2：ユニバーサルミュージック
| 曲順 | タイトル                      | アーティスト      | 発売日         | レーベル               |
| 01   | 夢の中へ                      | 井上陽水          | 1973年3月1日   | ポリドール             |
| 02   | さらば青春                    | 小椋佳            | 1971年2月21日  | キティレコード         |
| 03   | 出発の歌 -失われた時を求めて- | 上條恒彦と六文銭  | 1971年12月1日  | キングレコード         |
| 04   | 八月の濡れた砂                | 石川セリ          | 1972年3月5日   | フィリップス・レコード |
| 05   | 知床旅情                      | 加藤登紀子        | 1970年11月1日  | ポリドール             |
| 06   | 傘がない                      | 井上陽水          | 1972年7月1日   | ポリドール             |
| 07   | だれかが風の中で              | 上條恒彦          | 1972年1月5日   | キングレコード         |
| 08   | シクラメンのかほり            | 小椋佳            | 1975年11月21日 | キティレコード         |
| 09   | たそがれマイ・ラブ            | 大橋純子          | 1978年8月5日   | フィリップス・レコード |
| 10   | どうぞこのまま                | 丸山圭子          | 1976年7月5日   | キングレコード         |
| 11   | 夢の途中                      | 来生たかお        | 1981年11月1日  | キティレコード         |
| 12   | 青葉城恋唄                    | さとう宗幸        | 1978年5月5日   | キングレコード         |
| 13   | ダンスはうまく踊れない        | 石川セリ          | 1977年4月21日  | フィリップス・レコード |
| 14   | シルエット・ロマンス          | 大橋純子          | 1981年11月25日 | フィリップス・レコード |
| 15   | Goodbye Day                   | 来生たかお        | 1981年5月21日  | キティレコード         |
| 16   | 大阪で生まれた女              | BORO              | 1979年8月1日   | ポリドール             |
| 17   | ダンシング・オールナイト      | もんた&ブラザーズ | 1980年4月25日  | フィリップス・レコード |
| 18   | メリージェーン                | つのだ☆ひろ       | 1972年3月      | VERTICO                |

### DISC-3：ソニー・ミュージック
| 曲順 | タイトル                 | アーティスト                  | 発売日         | レーベル         |
| 01   | 翼をください             | 赤い鳥                        | 1971年2月5日   | アルファレコード |
| 02   | 青春時代                 | 森田公一とトップギャラン      | 1976年8月21日  | CBS・ソニー      |
| 03   | 学生街の喫茶店           | ガロ                          | 1972年6月20日  | アルファレコード |
| 04   | 夏休み                   | よしだたくろう                | 1972年7月21日  | CBS・ソニー      |
| 05   | 『いちご白書』をもう一度 | バンバン                      | 1975年8月1日   | CBS・ソニー      |
| 06   | 雪                       | 猫                            | 1972年7月      | ODYSSEY          |
| 07   | 煙草のけむり             | 五輪真弓                      | 1973年10月1日  | CBS・ソニー      |
| 08   | 岬めぐり                 | 山本コウタロー&ウィークエンド | 1974年6月1日   | CBS・ソニー      |
| 09   | シンシア                 | よしだたくろう&かまやつひろし | 1974年7月1日   | CBS・ソニー      |
| 10   | 忘れていた朝             | 赤い鳥                        | 1971年9月      | アルファレコード |
| 11   | 木綿のハンカチーフ       | 太田裕美                      | 1975年12月21日 | CBS・ソニー      |
| 12   | 冷たい雨                 | ハイ・ファイ・セット          | 1976年4月20日  | アルファレコード |
| 13   | 異邦人                   | 久保田早紀                    | 1979年10月1日  | CBS・ソニー      |
| 14   | 残り火                   | 五輪真弓                      | 1978年9月21日  | CBS・ソニー      |
| 15   | きみの朝                 | 岸田智史                      | 1979年3月21日  | CBS・ソニー      |
| 16   | 卒業写真                 | ハイ・ファイ・セット          | 1975年2月5日   | アルファレコード |
| 17   | 悲しい色やね             | 上田正樹                      | 1982年10月21日 | CBS・ソニー      |
| 18   | 初恋                     | 村下孝蔵                      | 1983年2月25日  | CBS・ソニー      |

### DISC-4：日本クラウン
| 曲順 | タイトル             | アーティスト     | 発売日         | レーベル                                       |
| 01   | 神田川               | かぐや姫         | 1973年9月20日  | PANAM                                          |
| 02   | 君と歩いた青春       | 風               | 1976年11月25日 | PANAM                                          |
| 03   | 夢一夜               | 南こうせつ       | 1978年10月25日 | PANAM                                          |
| 04   | さよならをするために | ビリー・バンバン | 1972年2月10日  | 日本コロムビア／キットレコード                 |
| 05   | 僕の胸でおやすみ     | かぐや姫         | 1973年7月1日   | PANAM                                          |
| 06   | ふれあい             | 中村雅俊         | 1974年7月1日   | 日本コロムビア                                 |
| 07   | 別れのサンバ         | 長谷川きよし     | 1969年7月      | フィリップス・レコード                         |
| 08   | 妹                   | かぐや姫         | 1974年5月10日  | PANAM                                          |
| 09   | 22才の別れ           | 風               | 1975年2月5日   | PANAM                                          |
| 10   | 望郷                 | 山崎ハコ         | 1975年10月1日  | ポニーキャニオン                               |
| 11   | 赤ちょうちん         | かぐや姫         | 1974年1月10日  | PANAM                                          |
| 12   | 酒と泪と男と女       | 河島英五         | 1976年6月25日  | ワーナーミュージック／エレクトラ／京都レコード |
| 13   | 夏の少女             | 南こうせつ       | 1977年6月5日   | PANAM                                          |
| 14   | 海岸通               | イルカ           | 1979年4月25日  | PANAM                                          |
| 15   | 海風                 | 風               | 1977年10月25日 | PANAM                                          |
| 16   | ひとりきり           | かぐや姫         | 1972年6月20日  | PANAM                                          |
| 17   | 白い花               | 山崎ハコ         | 19年月         | ポニーキャニオン                               |
| 18   | なごり雪             | イルカ           | 1975年11月5日  | PANAM                                          |

### 取扱商品関係
- 君の詩
- あの時代（とき）にかえりたい